# Massurréalisme
Le massurréalisme est une forme d’art ancrée dans la combinaison d’un art lié aux médias de masse et d’images surréalistes, une tendance artistique fondée sur l’évolution du surréalisme avec la technologie et les médias de masse comme catalyseur.
Le terme massurréalisme a été inventé par l’artiste James Seehafer en 1992. Ce genre a suscité un intérêt grandissant parmi les artistes des nouveaux médias, alors que les outils créatifs utilisés par les
artistes contemporains ont changé à la fin du XXe siècle/début du XXIe siècle pour incorporer l’utilisation de davantage de médias et méthodes fondés sur l’électronique.
Style d’art issu du peuple à l’origine, il s’est développé au niveau d’un petit groupe aux États-Unis. Le massurréalisme est également influencé par les communications des médias de masse, où les exemples d’images influencées par le surréalisme sont présents : presse écrite, films et vidéos musicales.
L’idéologie du massurréalisme est davantage orientée vers les écrits et les théories de Marshall McLuhan et Jean Baudrillard que sur Freud ou André Breton. James Seehafer, Michael Morris, Alan King, Sergio C. Spinelli et Cecil Touchon sont des artistes représentatifs du massurréalisme.

## Autres articles
- "Trois essais sur le massurréalisme" extrait de livre
- "Trois essais sur le massurréalisme" Bibliothèque nationale de France BnF
- "What is new In The Surreal World" - Art and Antiques Magazine, (USA) mars 2006.
- "The Inevitability Of Massurrealism" - Mark Daniel Cohen Wegway No:7 (Toronto Canada) november, 2004.
- "Avant Garde Under Net Conditions" - Perspektive (Autriche) juin 2002